# 托罗尼
托罗尼，是匈牙利沃什州所辖的一个村，总面积12.83平方公里，总人口1941，人口密度151.3人/平方公里（2010年1月1日）。